# Gabriele Becker
Gabriele Becker (ur. 17 sierpnia 1975 w Marburgu) – niemiecka lekkoatletka specjalizująca się w krótkich biegach sprinterskich.

## Sukcesy sportowe
- srebrna medalistka mistrzostw Niemiec w biegu na 100 metrów – 1995[1]
- brązowa medalistka halowych mistrzostw Niemiec w biegu na 60 metrów – 1995[2]

| Rok  | Miasto        | Zawody                      | Konkurencja                      | Wynik                    |
| ---- | ------------- | --------------------------- | -------------------------------- | ------------------------ |
| 1993 | San Sebastián | Mistrzostwa Europy juniorów | sztafeta 4 x 100 m bieg na 100 m | brązowy medal 7. miejsce |
| 1994 | Lizbona       | Mistrzostwa świata juniorów | sztafeta 4 x 100 m               | srebrny medal            |
| 1995 | Göteborg      | Mistrzostwa świata          | sztafeta 4 x 100 m               | brązowy medal            |

## Rekordy życiowe
- bieg na 60 metrów (hala) – 7,46 – Sindelfingen 01/02/1997
- bieg na 100 metrów – 11,34 – Brema 30/06/1995